# Larsen-Gletscher
Der Larsen-Gletscher ist ein Gletscher an der Scott-Küste des ostantarktischen Viktorialands. Er fließt vom Reeves-Firnfeld in südöstlicher Richtung am Fuß des Mount Larsen durch die Prince Albert Mountains und mündet südlich des Mount Crummer ins Rossmeer. 
Teilnehmer der Nimrod-Expedition (1907–1909) unter der Leitung des britischen Polarforschers Ernest Shackleton entdeckten ihn. Benannt ist er nach dem Norweger Carl Anton Larsen (1860–1924), einem Teilnehmer der Schwedischen Antarktisexpedition (1901–1903).